# روبن كولمان
روبن كولمان (بالإنجليزية: Robin Coleman)‏ هي ممثلة أمريكية، ولدت في 30 مارس 1973 في الولايات المتحدة.

## أعمال

### أفلام
- (2009) ماديا ذهبت إلى السجن

## وصلات خارجية
- روبن كولمان على موقع IMDb (الإنجليزية)
- روبن كولمان على موقع قاعدة بيانات الفيلم (الإنجليزية)